# Santa Cruz da Conceição (ort)
Santa Cruz da Conceição är en ort i Brasilien.   Den ligger i kommunen Santa Cruz da Conceição och delstaten São Paulo, i den sydöstra delen av landet, 700 km söder om huvudstaden Brasília. Santa Cruz da Conceição ligger 650 meter över havet och antalet invånare är 3 998.
Terrängen runt Santa Cruz da Conceição är platt. Runt Santa Cruz da Conceição är det ganska tätbefolkat, med 80 invånare per kvadratkilometer.. Närmaste större samhälle är Leme, 8,1 km sydost om Santa Cruz da Conceição. 
Omgivningarna runt Santa Cruz da Conceição är en mosaik av jordbruksmark och naturlig växtlighet.